# 喬雷韋科山 (伊丘尼亞-皮查卡尼)
16°13′12″S 70°19′27″W / 16.22000°S 70.32417°W
喬雷韋科山（Churi Wiqu），是秘魯的山峰，位於該國南部莫克瓜大區和普諾大區，由伊丘尼亞區和皮查卡尼區負責管轄，屬於安地斯山脈的一部分，海拔高度5,000米。